# Miroslav Hříbek
Miroslav Hříbek (* 6. září 1924 Praha) je český manažer a publicista. Vystudoval hotelovou školu ve Švýcarsku. Z pozice ředitele se podílel na vedení stravovacích podniků v československých pavilónech na Světových výstavách (EXPO) jak v Bruselu (1958), tak v Montréalu (1967). Během šedesátých let 20. století působil na pozici ředitele pražského hotelu Alcron, odkud poté odešel do jiného podniku, a sice do Jalty.
O účasti československého pohostinství nejen na světových výstavách, jíž se aktivně zúčastnil, napsal v roce 1970 publikaci nazvanou Hostili jsme svět.
Hříbek byl spolupracovníkem československé Státní bezpečnosti (StB).